# Vrácení zboží
Vrácení zboží znamená odstoupení od kupní smlouvy mezi obchodem a zákazníkem. Vracenému zboží se říká vratka.

## Česká republika
Zákazník se může rozhodnout vrátit zboží bez udání důvodu do 14 dnů od přijetí zboží. Lhůta se počítá od doby převzetí zboží. Toto ale platí jen pro zboží pořízené na dálku (tedy obvykle přes e-shop.). Pro vracení bez udání důvodu dále existují výjimečné případy, ve kterých na odstoupení nemá zákazník právo, například při nákupu rychle se kazících produktů.
V roce 2018 byla v České republice nejčastěji vraceným segmentem móda. Podobný trend existuje i v jiných zemích. Někteří zákazníci praktikují tzv. bracketing, neboli nakoupení více podobných produktů a následné vracení těch nevyhovujících. Někteří prodejci na toto reagují monitorováním často vracejících zákazníků, kterým následně vrácení nebo výměnu produktu znemožní.

### Rozdíl mezi reklamací a vrácením zboží
Zatímco k reklamaci může zákazník přistoupit ve všech případech, kdy se domnívá, že zboží neodpovídá smlouvě, vrácením zboží se zpravidla myslí to bez udání důvodu. Tedy reklamace se uskutečňuje například v případech, kdy je zboží poškozené a zákazník jej chce vyměnit nebo zboží nesplňuje vlastnosti uvedené ve smlouvě. Naproti tomu k vrácení se zákazník uchyluje i v případech, kdy je zboží v pořádku.

### Proces vrácení
Proces začíná zákazníkovým odstoupením od smlouvy. Pokračuje přepravou zboží zpět do obchodu a následnou refundací, neboli vrácením peněz. V České republice se k roku 2018 při nákupu online 21 % lidí obává potíží při reklamaci. Devět z deseti lidí za poslední tři roky něco vrátilo do internetového obchodu.